# أسس الصحة النفسية
أسس الصحة النفسية. كتاب لعبد العزيز القوصي ضم فيه أسس الصحة النفسية وستعرض فيه خبرة سبع عشرة سنة، وقد استقى هذه الخبرة من الحالات التي قام بها وزملائه بدراستها في العيادة الطبية السيكولوجية الملحقة بمعهد التربية للمعلمين.